# Aubrives

Aubrives este o comună în departamentul Ardennes din nordul Franței. În 1 ianuarie 2022 avea o populație de 984 de locuitori.